# Brunilda

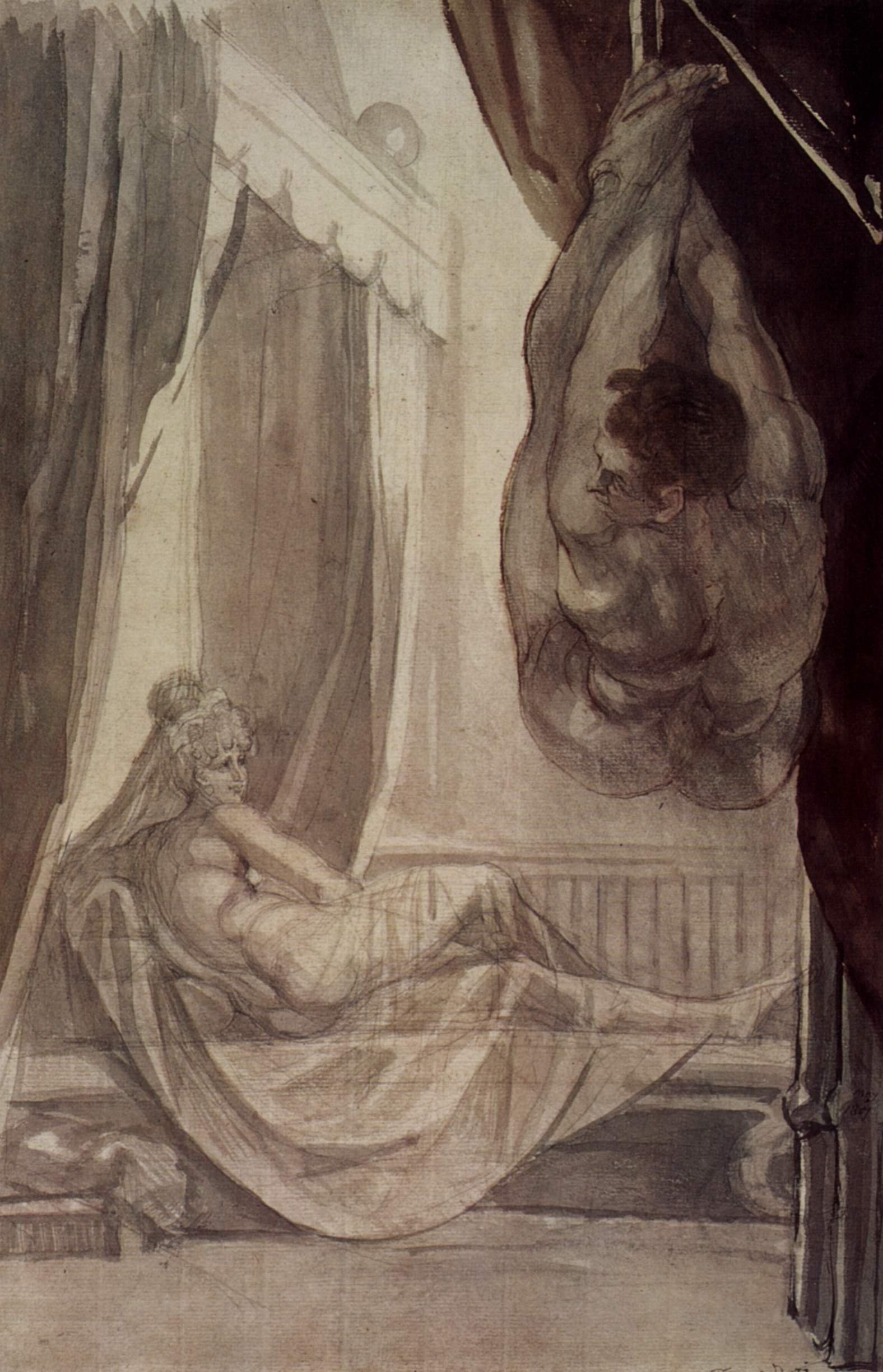
Brünhild beobachtet Gunther, acuarela de Johann Heinrich Füssli, 1807

Brunilda (Brunhild, Brünnhilde, Brynhild, Brynhilde, Sigrdrífa) és una skjaldmö i una valquíria a la mitologia germànica, on apareix com a personatge a la Völsunga saga, en alguna Edda poètica i breument a l'Edda de Snorri, totes del segle xiii. Sota el nom «Brünnhilde» o «Brunehilde» apareix a l'epopeia alemanya el Cant dels Nibelungs i per extensió també a l'òpera de Richard Wagner, L'anell dels Nibelungs. A la Þiðrekssaga, una llegenda de Teodoric el Gran, també del segle xiii, apareix com a «Brynhilde», i és anomenada «Sigrdrífa» en el poema Sigrdrífumál. És possible que el personatge tingui un origen històric inspirat en la princesa visigoda Brunilda d'Austràsia, que es va casar amb el rei merovingi Sigebert I el 567. A la versió alemanya no és tan independent i poderosa com a la versió nòrdica.

## Mitologia escandinava

### Völsunga saga
Segons la Völsunga saga, Brunilda fou una skjaldmö i valquíria filla de Budli. Se li va demanar que prengués part en una baralla entre dos reis, Hjalmgunnar i Agnar i, al saber que Odin preferia el rei més gran, Hjalmgunnar, va decidir prendre partit per Agnar, el «rei més valent». Arran d'això, Odin la va condemnar a viure la vida d'una dona mortal i la va empresonar dins un castell llunyà al cim de la muntanya Hindarfjall, on dormiria dins un cercle de flames fins que la rescatés un home que no conegués la por i es casés amb ella. Sigurd, hereu del clan de Völsung i assassí del drac Fafnir, va entrar al castell i la va despertar traient-li el casc i tallant-li l'armadura de cota de malla; es van enamorar i Sigurd li va proposar matrimoni, amb l'anell màgic Andvarinaut. La Völsunga saga també descriu una trobada posterior entre Sigurd i Brunilda a Hlymdale, la casa de Heimir, on Sigurd va declarar el seu amor per la skjaldmö després d'haver-la vist a la seva torre. Prometent-li tornar i convertir a Brunilda en la seva núvia, Sigurd es va dirigir a la cort de Gjuki, el rei de Burgúndia. Després de marxar Sigurd, Brunilda va rebre la visita de Gudrun, filla de Gjuki, buscant el seu ajut per interpretar un somni, que presagiava la traïció de Sigurd a Brunilda i el matrimoni amb la mateixa Gudrun.

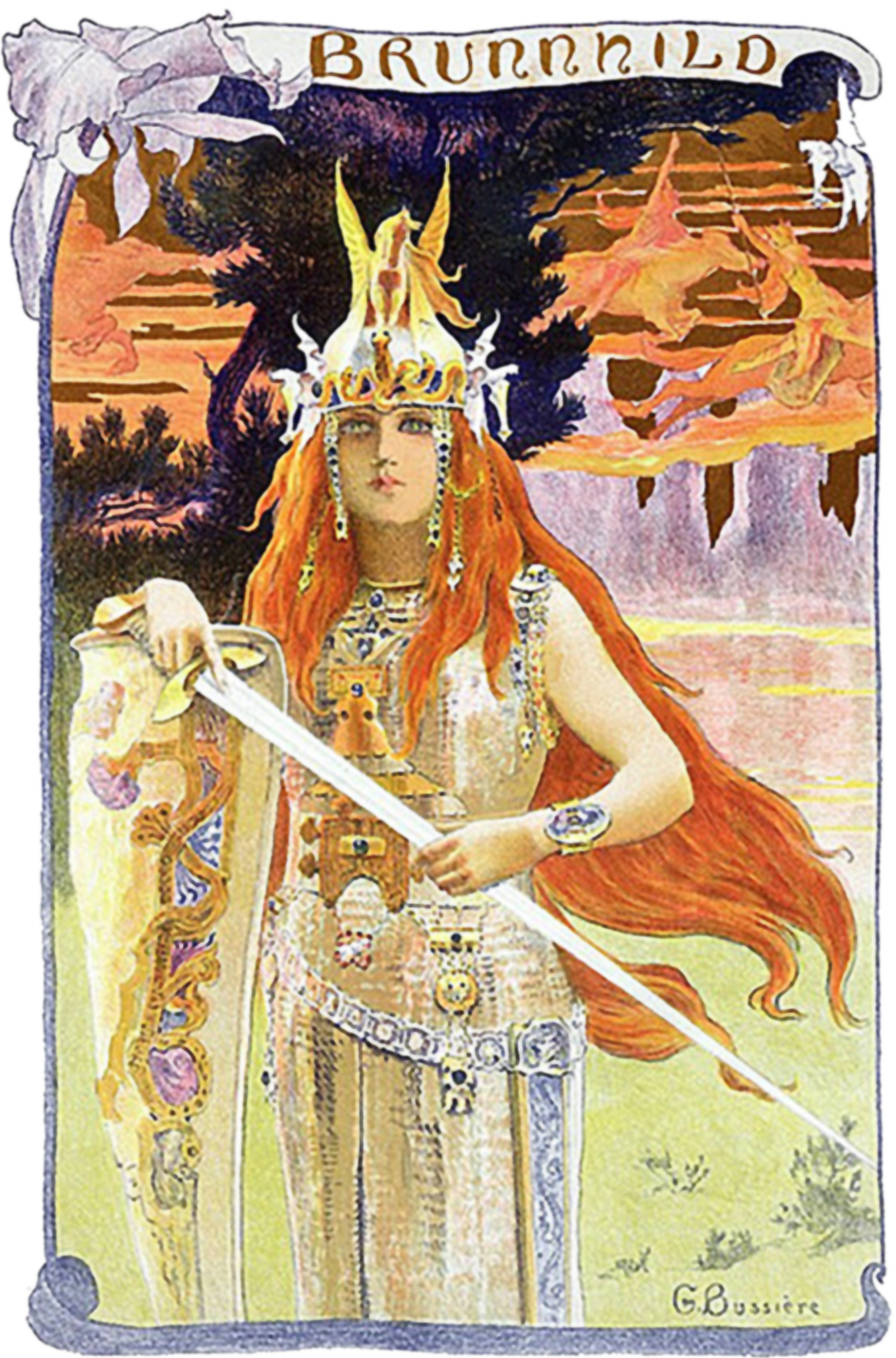
Brunilda per Gaston Bussière, 1897

En el regne dels burgundis Grimhild, la muller de Gjuki, que volia que Sigurd es cassés amb la seva filla Gudrun, va fer preparar una poció màgica que fes que Sigurd oblidés a Brunilda i es casés tot seguit amb Gudrun. Coneixent la trobada anterior entre Sigurd i la valquíria, Grimhild va decidir que Brunilda es casés amb el seu fill Gunnar. Aquest va tractar de festejar a Brunilda al castell, però va ser detingut per l'anell de foc. Va intentar travessar les flames amb el seu propi cavall i després amb el cavall de Sigurd, Grani, però no va poder. Sigurd tingué llavors un desacord amb ell i va entrar a l'anell de foc. Va demanar la mà a Brunilda i es van quedar allà amb ella tres nits. Tanmateix, Sigurd va posar la seva espasa entre ells —el que significa que no va perdre la seva virginitat abans d'estar amb Gunnar. De nou sota els efectes de la poció, va treure's l'anell Andvarinaut del dit i l'hi va donar a Gudrun; Brunilda es va casar amb Gunnar. Això no obstant, Gudrun i Brunilda es van barallar sobre quin dels seus marits era el millor; Brunilda presumia que Gunnar havia estat prou valent per muntar a cavall a través de les flames. Gudrun va revelar que de fet va ser Sigurd qui va travessar l'anell de foc a cavall i Brunilda es va enfurismar. Sigurd, en recordar la veritat, va provar de consolar-la però va ser en va. Brunilda va buscar revenja instant a en Gunnar a matar Sigurd, dient-li que va dormir amb ella a Hidarfjall. Gunnar, que havia fet un jurament de sang amb Sigurd, va incitar al seu germà petit Gutthorm per matar Sigurd, donant-li una poció màgica que el va enrabiar i va assassinar Sigurd quan dormia. Mentre moria, Sigurd va llançar la seva espasa a Gutthorm causant-li la mort. Alguns poemes diuen que Gutthorm el va matar cap al sud del bosc del Rin, també mentre estava descansant. Brunilda va matar el fill de Sigurd, de tres anys i, quan la pira funerària de Sigurd estava en flames, es va llançar sobre ella —així van passar junts al regne de Helheim.

### Balades escandinaves
Les balades van aparèixer a Escandinàvia a finals del segle xiii, especialment a Dinamarca (folkeviser). Algunes recullen el mite de Sigurd i reflecteixen diferents tradicions i la majoria només l'esmenten a ell, però a la Sivard Snarensvend es narra com en un viatge, amb el seu cavall Grani i l'espasa Gram, arriba al castell del seu oncle i salta per sobre un mur per accedir-hi. Régis Boyer, estudiós de la cultura escandinava, resumeix el relat: «Sivard (Sigurd), fill d'un rei danès conquesta a Brynild (Brunilda) a la muntanya de vidre i la hi dona a Hagen com a esposa; Brynild i Signild es barallen per l'anell que Signild va rebre de Sivard com a penyora d'amor; Brynild emmalalteix i demana a Hagen que li porti el cap de Sivard. Com és immortal, li dona a Hagen una espasa màgica amb la qual Hagen assassina a Sivard a la seva habitació i després li porta el cap a Brynild. Després travessa a Brynild amb l'espasa, i se suïcida.».